# В̌
В̌ в̌ (베 워시 케러)는 키릴 문자의 일종이다. 아직 유니코드에 정식으로 등록되지 않아서 악센트가 깨지는 경우가 있다.